# モジアナフレイバー
モジアナフレイバー (英: Mogiana Flavor) は、日本の地方競馬、大井競馬・小林分場に所属した元競走馬、種牡馬。2018年・2019年勝島王冠、2019年大井記念、2021年川崎マイラーズの勝ち馬である。
馬主は輸入食材店「カルディコーヒーファーム」の経営を手掛ける、キャメル珈琲の代表取締役社長である尾田信夫。

## 戦績
2016年北海道サマーセールにて1458万円で落札された。

### 2歳（2017年）
6月の新馬戦はゲート内で転倒し競走除外となるものの、10月に復帰すると繁田健一を背に3連勝。デビュー戦の出囃子賞では、後に中央転入後新潟大賞典を優勝するトーセンスーリヤを2着に退けるなど、無敗のまま2歳シーズンを終えた。

### 3歳（2018年）
3歳シーズン初戦のクラシックトライアルを快勝すると、南関クラシック三冠の1冠目羽田盃に駒を進めるも4着に敗れ、初めての敗戦となった。続く2冠目東京ダービーは上がり最速の末脚で追い込むも勝ち馬と0.1秒差の4着に惜敗した。夏場を休養に当て、10月の3歳限定準重賞で復帰。そこを危なげなく勝利すると、古馬との初対戦となった勝島王冠では前年の東京ダービー馬ヒガシウィルウィンを破り、重賞初制覇を飾った。その勢いで東京大賞典に出走するも8着に終わった。

### 4歳（2019年）
5月の大井記念で始動すると、3馬身半差の完勝。続く6月の帝王賞ではJRA勢と再び対決、5着に健闘した。
秋シーズンはマイルチャンピオンシップ南部杯から始動。初めて大井競馬場以外での競馬となったが、GI馬ゴールドドリームにクビ差迫る4着と、交流GIで続けて掲示板に入り南関最上位の実力を示した。続く地元大井での勝島王冠では先行するノンコノユメを楽な手応えで差し切り、連覇を達成。前年に続いて東京大賞典にも出走、南部杯で先着を許したゴールドドリームをかわし、3着となった。
大井記念と勝島王冠の勝利が評価され、この年のTCK大賞に選出された。

### 5歳（2020年）
中央競馬で行われるフェブラリーステークスに参戦、芝発走のスタートで大きく出遅れたものの直線では鋭い末脚を見せ、地方勢では最先着の6着となった（詳細は第37回フェブラリーステークスを参照）。3月にはゴドルフィンマイル出走のため、ドバイへ遠征したが、新型コロナウイルス感染症の感染拡大に伴い開催中止となり帰国を余儀なくされた。帰国後は、大井記念を視野に調整が進められていたが、状態が整わなかったため回避。帝王賞へ直行したが、13着に終わった。
秋は船橋のオープン特別から始動。そこを快勝すると、前年に続きマイルチャンピオンシップ南部杯へ出走。レースでは中団前目から進み、直線では先に抜け出したアルクトスとモズアスコットにわずかに遅れるも3着。レコード決着の中で前年同様JRAのG1ホース相手に好走を果たした。その後は前年同様、勝島王冠から東京大賞典のローテーションを選択したが、同レース3連覇に挑んだ勝島王冠では、道中行きたがり直線伸びきれず3着。続く東京大賞典でも、好スタートから先行したものの9着に終わった。これについて鞍上の繁田は「ハミは抜けていたし、折り合いも付いていたが走りが悪かった。結果論だけど、2走前の南部杯の遠征の疲れが抜け切っていなかったのかも」と語った。

### 6歳（2021年）
3月の交流重賞黒船賞から始動。初めてのマイル未満の距離での競馬だったが、先行し、勝ち馬からは離されたものの3着となった。その後はかしわ記念を目標に調整が進められたが、外傷を負い｢万全の状態で出走させたい｣と出走を自重した。
5月の川崎マイラーズで復帰。デビュー戦から手綱を取り続けた繁田健一が3月末で騎手を引退し調教師へ転向したため、このレースから真島大輔に乗り替わりとなった。レースでは、スタートで躓き後方からの競馬となったが、向正面からポジションを上げ、直線では先行する馬を一気に差し切り、2馬身半差の完勝。重賞4勝目を飾った。続いて、例年とは違い夏休みを取らずに8月のマイルグランプリに出走。スタートを決め先行すると、3コーナーでは不利があったものの、直線では早目先頭。しかし、後続に交わされ3着となった。
秋初戦は金沢競馬場での開催となったJBCスプリントに遠征。道中は中団後ろを追走、直線ではじわじわと脚を伸ばし、地方馬最先着の4着となった。続いて12月のゴールドカップに出走。中団追走から直線上がり最速で追い込むも、先行するティーズダンクをクビ差捉えきれず2着となった。

### 7歳（2022年）
1月30日の根岸ステークスから始動したがテイエムサウスダンの7着惜敗。マイル戦に戻った3月24日の京成盃グランドマイラーズでも4着であった。
連覇をかけて挑んだ川崎マイラーズでは1番人気に支持されたが6着、レース中に左前繋靭帯炎を発症したため現役を引退することになった。5月26日の全レース終了後に大井競馬場で引退セレモニーを実施した。
引退後は北海道新冠町の白馬牧場で種牡馬として供用され、2024年から北海道浦河町のイーストスタッドで供用される。

## 競走成績
以下の内容はnankankeiba.comに基づく。
| 競走日     | 競馬場 | 競走名               | 格     | 距離（馬場）  | 頭 数 | 枠 番 | 馬 番 | オッズ （人気） | 着順  | タイム （上り3F） | 着差 | 騎手      | 斤量 [kg] | 1着馬（2着馬）         | 馬体重 [kg] |
| ---------- | ------ | -------------------- | ------ | ------------- | ----- | ----- | ----- | --------------- | ----- | ----------------- | ---- | --------- | --------- | ---------------------- | ----------- |
| 2017.06.18 | 大井   | 2歳新馬              |        | ダ1400m（稍） | 5     | 1     | 1     | 000             | 0除外 | R                 | -    | 0繁田健一 | 54        | ティトローネ           | 514         |
| 0000.10.02 | 大井   | 出囃子賞             | 新馬   | ダ1600m（稍） | 8     | 1     | 1     | 001.30（1人）   | 01着  | R1:44.1（40.4）   | -1.8 | 0繁田健一 | 55        | （トーセンスーリヤ）   | 508         |
| 0000.11.17 | 大井   | イヌワシ特別         |        | ダ1700m（良） | 10    | 1     | 1     | 001.70（1人）   | 01着  | R1:49.9（38.8）   | -0.7 | 0繁田健一 | 55        | （キングオブポップ）   | 509         |
| 0000.12.30 | 大井   | 白鳥特別             |        | ダ1800m（良） | 15    | 3     | 5     | 001.10（1人）   | 01着  | R1:55.8（39.5）   | -0.6 | 0繁田健一 | 56        | （グラビット）         | 502         |
| 2018.03.08 | 大井   | クラシックトライアル | OP     | ダ1800m（不） | 13    | 8     | 13    | 001.20（1人）   | 01着  | R1:56.3（39.4）   | -0.4 | 0繁田健一 | 56        | （ムシカリ）           | 498         |
| 0000.05.09 | 大井   | 羽田盃               | SI     | ダ1800m（不） | 14    | 3     | 4     | 004.30（2人）   | 04着  | R1:54.4（38.4）   | -0.7 | 0繁田健一 | 56        | ヤマノファイト         | 495         |
| 0000.06.06 | 大井   | 東京ダービー         | SI     | ダ2000m（重） | 16    | 2     | 4     | 005.80（4人）   | 04着  | R2:06.8（38.0）   | -0.1 | 0繁田健一 | 56        | ハセノパイロ           | 491         |
| 0000.10.30 | 大井   | スターバーストC      | 準重賞 | ダ2000m（良） | 11    | 8     | 10    | 001.70（1人）   | 01着  | R2:09.2（38.1）   | -0.3 | 0繁田健一 | 56        | （リコーワルサー）     | 505         |
| 0000.12.05 | 大井   | 勝島王冠             | SII    | ダ1800m（良） | 15    | 4     | 7     | 004.80（3人）   | 01着  | R1:53.7（38.1）   | -0.6 | 0繁田健一 | 53        | （ヒガシウィルウィン） | 501         |
| 0000.12.29 | 大井   | 東京大賞典           | GI     | ダ2000m（良） | 16    | 2     | 4     | 047.50（7人）   | 09着  | R2:08.1（40.9）   | -2.2 | 0繁田健一 | 55        | オメガパフューム       | 504         |
| 2019.05.22 | 大井   | 大井記念             | SI     | ダ2000m（重） | 16    | 3     | 5     | 008.50（4人）   | 01着  | R2:05.5（38.1）   | -0.7 | 0繁田健一 | 57        | （センチュリオン）     | 508         |
| 0000.06.26 | 大井   | 帝王賞               | JpnI   | ダ2000m（重） | 14    | 3     | 3     | 027.10（4人）   | 05着  | R2:05.5（38.6）   | -1.1 | 0繁田健一 | 57        | オメガパフューム       | 513         |
| 0000.10.14 | 盛岡   | MCS南部杯            | JpnI   | ダ1600m（良） | 16    | 3     | 5     | 037.80（6人）   | 04着  | R1:34.8（36.3）   | -0.6 | 0繁田健一 | 57        | サンライズノヴァ       | 510         |
| 0000.12.04 | 大井   | 勝島王冠             | SII    | ダ1800m（重） | 16    | 2     | 3     | 001.90（1人）   | 01着  | R1:53.5（36.9）   | -0.4 | 0繁田健一 | 58        | （ノンコノユメ）       | 512         |
| 0000.12.29 | 大井   | 東京大賞典           | GI     | ダ2000m（稍） | 13    | 4     | 5     | 016.40（4人）   | 03着  | R2:05.5（38.3）   | -0.6 | 0繁田健一 | 57        | オメガパフューム       | 519         |
| 2020.02.23 | 東京   | フェブラリーS        | GI     | ダ1600m（良） | 16    | 6     | 11    | 045.4（11人）   | 06着  | R1:36.5（36.0）   | -1.3 | 0繁田健一 | 57        | モズアスコット         | 516         |
| 0000.06.24 | 大井   | 帝王賞               | JpnI   | ダ2000m（重） | 14    | 1     | 1     | 077.00（8人）   | 13着  | R2:08.5（39.1）   | -3.2 | 0繁田健一 | 57        | クリソベリル           | 520         |
| 0000.09.29 | 船橋   | 千葉ダートマイル     | OP     | ダ1600m（稍） | 8     | 8     | 8     | 001.20（1人）   | 01着  | R1:40.6（36.6）   | -0.6 | 0繁田健一 | 57        | （エンパイアミライ）   | 512         |
| 0000.10.12 | 盛岡   | MCS南部杯            | JpnI   | ダ1600m（稍） | 16    | 1     | 2     | 035.30（7人）   | 03着  | R1:33.0（35.3）   | -0.3 | 0繁田健一 | 57        | アルクトス             | 505         |
| 0000.12.09 | 大井   | 勝島王冠             | SII    | ダ1800m（良） | 16    | 5     | 9     | 001.40（1人）   | 03着  | R1:52.5（37.6）   | -0.4 | 0繁田健一 | 58        | カジノフォンテン       | 515         |
| 0000.12.29 | 大井   | 東京大賞典           | GI     | ダ2000m（良） | 16    | 2     | 3     | 027.90（5人）   | 09着  | R2:07.8（37.2）   | -0.9 | 0繁田健一 | 57        | オメガパフューム       | 511         |
| 2021.03.16 | 高知   | 黒船賞               | JpnIII | ダ1400m（重） | 12    | 6     | 8     | 005.30（4人）   | 03着  | R1:29.4（40.6）   | -1.8 | 0繁田健一 | 56        | テイエムサウスダン     | 519         |
| 0000.05.26 | 川崎   | 川崎マイラーズ       | SIII   | ダ1600m（良） | 14    | 4     | 6     | 001.60（1人）   | 01着  | R1:39.5（37.9）   | -0.5 | 0真島大輔 | 57        | （ワークアンドラブ）   | 511         |
| 0000.08.05 | 大井   | マイルグランプリ     | SII    | ダ1600m（良） | 12    | 7     | 10    | 001.50（1人）   | 03着  | R1:39.3（38.9）   | -0.2 | 0真島大輔 | 57        | ティーズダンク         | 516         |
| 0000.11.03 | 金沢   | JBCスプリント        | JpnI   | ダ1400m（良） | 12    | 2     | 2     | 012.70（6人）   | 04着  | R1:25.3（35.5）   | -0.7 | 0真島大輔 | 57        | レッドルゼル           | 508         |
| 0000.12.21 | 浦和   | ゴールドC            | SI     | ダ1400m（良） | 12    | 3     | 3     | 002.30（1人）   | 02着  | R1:26.4（37.6）   | -0.0 | 0真島大輔 | 57        | ティーズダンク         | 514         |
| 2022.01.30 | 東京   | 根岸S                | GIII   | ダ1400m（良） | 16    | 2     | 3     | 020.30（9人）   | 07着  | R1:23.7（36.0）   | -0.6 | 0真島大輔 | 56        | テイエムサウスダン     | 514         |
| 0000.03.24 | 船橋   | 京成盃Gマイラーズ    | SII    | ダ1600m（不） | 14    | 1     | 1     | 003.70（2人）   | 04着  | R1:41.0（38.9）   | -0.5 | 0真島大輔 | 56        | スマイルウィ           | 517         |
| 0000.05.18 | 川崎   | 川崎マイラーズ       | SIII   | ダ1600m（重） | 14    | 8     | 13    | 002.80（1人）   | 06着  | R1:41.5（39.2）   | -0.7 | 0真島大輔 | 57        | ファルコンビーク       | 515         |

## 血統表
| モジアナフレイバーの血統               | モジアナフレイバーの血統                           | モジアナフレイバーの血統                    | （血統表の出典）                            | （血統表の出典） |
| 父系                                   | ミスタープロスペクター系                           | ミスタープロスペクター系                    | ミスタープロスペクター系                    |                  |
| 父 *バトルプラン Battle Plan 2005 鹿毛 | 父の父*エンパイアメーカー Empire Maker 2000 黒鹿毛 | Unbridled                                   | Fappiano                                    | Fappiano         |
| 父 *バトルプラン Battle Plan 2005 鹿毛 | 父の父*エンパイアメーカー Empire Maker 2000 黒鹿毛 | Unbridled                                   | Gana Facil                                  |                  |
| 父 *バトルプラン Battle Plan 2005 鹿毛 | 父の父*エンパイアメーカー Empire Maker 2000 黒鹿毛 | Toussaud                                    | El Gran Senor                               | El Gran Senor    |
| 父 *バトルプラン Battle Plan 2005 鹿毛 | 父の父*エンパイアメーカー Empire Maker 2000 黒鹿毛 | Toussaud                                    | Image of Reality                            |                  |
| 父 *バトルプラン Battle Plan 2005 鹿毛 | 父の母Flanders 1992 栗毛                           | Seeking the Gold                            | Mr. Prospector                              | Mr. Prospector   |
| 父 *バトルプラン Battle Plan 2005 鹿毛 | 父の母Flanders 1992 栗毛                           | Seeking the Gold                            | Con Game                                    |                  |
| 父 *バトルプラン Battle Plan 2005 鹿毛 | 父の母Flanders 1992 栗毛                           | Starlet Storm                               | Storm Bird                                  | Storm Bird       |
| 父 *バトルプラン Battle Plan 2005 鹿毛 | 父の母Flanders 1992 栗毛                           | Starlet Storm                               | Cinegita                                    |                  |
| 母 ナスケンアイリス 2007 栗毛          | 母の父*フレンチデピュティ French Deputy 1992 栗毛  | Deputy Minister                             | Vice Regent                                 | Vice Regent      |
| 母 ナスケンアイリス 2007 栗毛          | 母の父*フレンチデピュティ French Deputy 1992 栗毛  | Deputy Minister                             | Mint Copy                                   |                  |
| 母 ナスケンアイリス 2007 栗毛          | 母の父*フレンチデピュティ French Deputy 1992 栗毛  | Mitterand                                   | Hold Your Peace                             | Hold Your Peace  |
| 母 ナスケンアイリス 2007 栗毛          | 母の父*フレンチデピュティ French Deputy 1992 栗毛  | Mitterand                                   | Laredo Lass                                 |                  |
| 母 ナスケンアイリス 2007 栗毛          | 母の母*オブザーヴァント Observant 2000 黒鹿毛      | Capote                                      | Seattle Slew                                | Seattle Slew     |
| 母 ナスケンアイリス 2007 栗毛          | 母の母*オブザーヴァント Observant 2000 黒鹿毛      | Capote                                      | Too Bald                                    |                  |
| 母 ナスケンアイリス 2007 栗毛          | 母の母*オブザーヴァント Observant 2000 黒鹿毛      | *パテントリークリア Patently Clear          | Miswaki                                     | Miswaki          |
| 母 ナスケンアイリス 2007 栗毛          | 母の母*オブザーヴァント Observant 2000 黒鹿毛      | *パテントリークリア Patently Clear          | Badge of Courage                            |                  |
| 母系(F-No.)                            | オブザーヴァント(USA)系(FN:2-f)                    | オブザーヴァント(USA)系(FN:2-f)             | オブザーヴァント(USA)系(FN:2-f)             |                  |
| 5代内の近親交配                        | Mr. Prospector 5･4×5、Northern Dancer 5･5×5        | Mr. Prospector 5･4×5、Northern Dancer 5･5×5 | Mr. Prospector 5･4×5、Northern Dancer 5･5×5 |                  |
| 出典                                   | 1.                                                 | 1.                                          | 1.                                          | 1.               |

- 半姉オーブスプリング（父ディープブリランテ）は、フローラルカップの勝ち馬。
- 半弟ゴルトマイスター（父ゴールドアリュール）は、中央4勝。種牡馬。
- 母の半弟にセイウンコウセイ(2017年高松宮記念)、祖母の半兄にタイキフォーチュン(1996年NHKマイルカップ)がいる。
- そのほかの近親はタムレット#主なファミリーラインを参照。